# Буда (Коростенський район)
Бу́да (раніше — Буда-Повчанська, Повчанська Буда) — село в Україні, в Лугинській селищній територіальній громаді Коростенського району Житомирської області. Кількість населення становить 22 особи (2001).

## Населення
В кінці 19 століття кількість населення становила 42 особи, дворів — 8, у 1906 році нараховувалося 58 жителів, дворів — 10, на 1923 рік — 14 дворів та 76 мешканців.
Відповідно до результатів перепису населення СРСР, кількість населення, станом на 12 січня 1989 року, становила 38 осіб. Станом на 5 грудня 2001 року, відповідно до перепису населення України, кількість мешканців села становила 22 особи.

## Історія
В кінці 19 століття — село Норинської волості Овруцького повіту Волинської губернії, за 15 верст від Овруча.
У 1906 році — сільце Норинської волості (3-го стану) Овруцького повіту Волинської губернії. Відстань до повітового центру, м. Овруч, становила 35 верст, до волосного центру, с. Норинськ — 18 верст. Найближче поштово-телеграфне відділення розташовувалося в Овручі.
У 1923 році увійшло до складу новоствореної Повчанської сільської ради, котра, 7 березня 1923 року, включена до складу новоутвореного Лугинського району Коростенської округи. Відстань до районного центру, містечка Лугини, становила 17 верст, до центру сільської ради, с. Повч — 3 версти.
У 1941—44 роках підпорядковувалося Гамарнє-Повчанській сільській управі. 30 грудня 1962 року, в складі Повчанської сільської ради, включене до Олевського району, 4 січня 1965 року — до складу Овруцького району, 8 грудня 1966 року — Лугинського району Житомирської області.
23 липня 1991 року, відповідно до постанови Кабінету Міністрів Української РСР № 106 «Про організацію виконання постанов Верховної Ради Української РСР…», село віднесене до зони гарантованого добровільного відселення (третя зона) внаслідок аварії на Чорнобильській АЕС.
У 2020 році, відповідно до розпорядження Кабінету Міністрів України № 711-р від 12 червня 2020 року «Про визначення адміністративних центрів та затвердження територій територіальних громад Житомирської області», територію та населені пункти Повчанської сільської ради включено до складу Лугинської селищної територіальної громади Коростенського району Житомирської області.